# Dalia Fernández
Dalia Cristina Fernández Sánchez née le 3 janvier 1990 à Santiago de los Caballeros, est une reine de beauté dominicaine, élue Miss République dominicaine en 2011 (en) et représente le pays pour le concours de Miss Univers 2011. 
En 2012, le programme « Noche de Luz », présenté par Luz Garcia, l'élit « Summer Hot Body ».

## Jeunesse
Avant de devenir Miss République dominicaine, Fernández a participé au concours de la Reine mondiale des bananes (en) Machala, Équateur, le 23 septembre 2009. En tant que première dauphine, elle remporte une couronne composée de 500 perles vertes, de tourmaline et de 700 cristaux en finition argentée.

## Miss République dominicaine
Fernández représente la ville de Santiago et fait partie des 36 finalistes du concours national de beauté de son pays, diffusé en direct de Saint-Domingue le 8 mars 2011. Elle décroche le titre et représente le pays au concours de Miss Univers 2011.

## Miss Univers
Elle représente son pays pour le concours Miss Univers en 2011, diffusé en direct depuis la ville de São Paulo. 

## Miss Continent américain
Fernández participe au concours Miss Continent américain en 2011 à Guayaquil, Équateur, après que sa première dauphine, Katherine Cruz, annule sa participation. Elle remporte le titre de « Vice-reine d'Amérique ».